# 查爾斯冰川
72°34′S 3°26′W / 72.567°S 3.433°W
查爾斯冰川，是南極洲的冰川，位於毛德皇后地的瑪塔公主海岸，流經博格山，由挪威製圖師根據探險隊拍攝的空中照片繪入地圖，現時由南極條約體系管理。